# Susana Soca

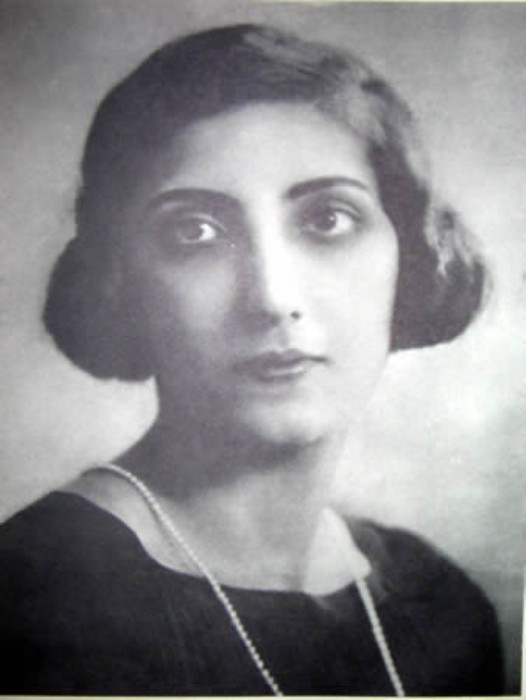
Susana Soca

Susana Soca (geb. 19. Juli 1906 in Montevideo; gest. 11. Januar 1959 in Rio de Janeiro) war eine uruguayische Dichterin und Publizistin. Zu Lebzeiten wurde sie als Herausgeberin des transatlantischen Literaturmagazins La Licorne in Paris und Montevideo sowie als Förderin von europäischen und lateinamerikanischen Schriftstellern bekannt.

## Leben und Wirken
Susana Soca wurde als Susana Soca Blanco Acevedo geboren. Sie wuchs in einer wohlhabenden bürgerlichen Familie in Montevideo auf, die in der Tradition der lateinamerikanischen Oberschicht dieser Epoche mit Frankreich und der französischen Kultur verbunden war und lebendige Beziehungen pflegte. Montevideo war zu dieser Zeit eine kosmopolitische Stadt. Susanas Vater, Francisco Soca, war Arzt, er hatte Medizin in Paris studiert, ihre Mutter, Luisa Blanco Acevedo, kam aus der Aristokratie. Als Susana kaum zwei Jahre alt war, reisten ihre Eltern mit ihr das erste Mal nach Paris und ließen sie in Notre-Dame taufen.

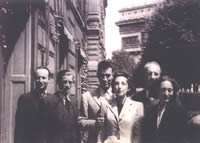
Susana Soca (vorn Mitte) u. a. mit Paul und Nusch Éluard 1944 an einem Tag der Befreiung von Paris

Auf einer ihrer Reisen nach Paris, die Susana Soca 1938 mit ihrer verwitweten Mutter unternommen hatte, sah sie sich zu Beginn des Zweiten Weltkriegs gezwungen, ihren Aufenthalt zu verlängern. Sie ließ sich in Paris nieder und wohnte zehn Jahre lang in einem Grand-Hotel. In dieser Zeit begann sie, Gedichte auf Spanisch zu schreiben, um, wie sie später im Vorwort zu der Gedichtsammlung En un país de la memoria (1959) erklärte, ihre Identität und Heimat in der spanischen Sprache zu finden.

### La Licorne
1947 gründete Susana Soca in Paris die Cahiers de La Licorne (Das Einhorn), ein auf Französisch konzipiertes transatlantisches Literaturmagazin, das sie als Anthologie entwarf. Europäischen Schriftstellern, die während des Krieges verschwiegen oder deren Werke zerstreut worden waren, bot sie damit einen Raum für Veröffentlichungen und Begegnung. Zu den ersten französischen Autoren gehörten Paul Éluard, Valentine Hugo, Maurice Blanchot, Roger Caillois, René Char, René Daumal, Jean Paulhan. Lateinamerikanische Autoren, die bis dahin in Europa unbekannt waren, wurden in La Licorne erstmals vorgestellt, darunter Silvina Ocampo und Felisberto Hernández. Susana Soca war Verlegerin, Herausgeberin, Lektorin und Förderin der Schriftsteller. In Paris erschienen von 1947 bis 1948 drei Ausgaben. 1948, nach dem Tod ihrer Mutter, kehrte sie nach Montevideo zurück. Ab 1953 setzte sie die Herausgabe des Magazins unter dem spanischen Titel Entregas de la Licorne fort und leitete es bis zu ihrem Tod.
In Paris wie in Montevideo gab sie in ihrem Literaturmagazin Texte, Gedichte und Essays von bedeutenden Schriftstellern und Intellektuellen des zwanzigsten Jahrhunderts heraus, schrieb selbst zahlreiche literarische Essays, vor allem über europäische Schriftsteller und Künstler, und wirkte so als Vermittlerin zwischen moderner europäischer und lateinamerikanischer Kultur. Ihr literarisches Projekt La Licorne war auf die ahistorischen und zeitlosen Aspekte von Kunst fokussiert, jenseits von Ideologien und politischem Engagement. In Montevideo zog sie Exilanten aus Deutschland an, wie die Fotografin Gisèle Freund, die sie aus Paris kannte, oder den Journalisten J. Hellmut Freund, der in Entregas de la Licorne u. a. ein Essay über die Fotografin Jeanne Mandello schrieb. Sie unternahm weiterhin zahlreiche Reisen nach Europa. In ihrem Haus in Montevideo veranstaltete sie literarische Treffen, sie organisierte und finanzierte Ausstellungen, mit denen sie europäische Künstler in Lateinamerika einführte, und war Mäzenin für uruguayische Literaten wie Felisberto Hernández.
Spuren ihrer Präsenz und Bedeutung in der Sphäre von Literatur und Kunst der 1940er und 50er Jahre finden sich in Anthologien und Tagebüchern u. a. von Albert Camus und Cioran, in ihrer Korrespondenz, in Bildern und Fotografien. So porträtierte Pablo Picasso Susana Soca Anfang der 1940er Jahre in einem Ölgemälde, das er ihr schickte. Eine Fotografie von André Ostier zeigt sie neben dem Gemälde 1943 in Paris. Gisèle Freund schuf zahlreiche Fotoporträts von Susana Soca, die Henri Michaux in Auftrag gegeben hatte.
Susana Socas poetische Arbeit blieb zu Lebzeiten überwiegend in ihren Tagebüchern verborgen und privat. Eine ihrer frühen schriftstellerischen Arbeiten ist ihr Essay über Rainer Maria Rilke, den 1932 das Periodikum Alfar veröffentlichte. Gedichte von Susana Soca wurden gesammelt erstmals 1959 in einer Edition von La Licorne in Uruguay herausgegeben.

### Tod
Susana Soca kam auf dem Weg von Paris nach Montevideo beim Flugzeugabsturz einer Super Constellation, Flug 502 Hamburg – Paris – Rio de Janeiro, am 11. Januar 1959 ums Leben. Das Lufthansa-Flugzeug verunglückte beim Landeanflug auf den Aeroporto Galeão in der Bucht von Guanabara. Die Tote wurde auf dem Cementerio Central in Montevideo beigesetzt.

## Posthum
Anlässlich ihres Todes schrieb Jorge Luis Borges ein Gedicht mit dem Titel Susana Soca. Entregas de la Licorne erschien erst 1961 wieder. Es war die letzte Ausgabe, die Nº 16., in der Tradition des Magazins als Hommage für Susana Socca mit französischen und spanischen Texten von neunzehn ehemaligen Mitarbeitern.
2006 wurde sie mit der Fotoausstellung Susana Soca et sa constellation vues par Gisèle Freund im Maison de l’Amérique latine in Paris geehrt.
Mit Nachworten von Jorge Luis Borges, Émile Cioran und Henri Michaux und einem Frontispiz mit Gisèle Freunds Porträtfotografie von Susana Soca aus dem Jahr 1939 verlegte ein französischer Verlag ihr poetisches Werk, Oeuvre poétique de Susana Soca, 2011 in einer bibliophilen Ausgabe.

## Veröffentlichungen

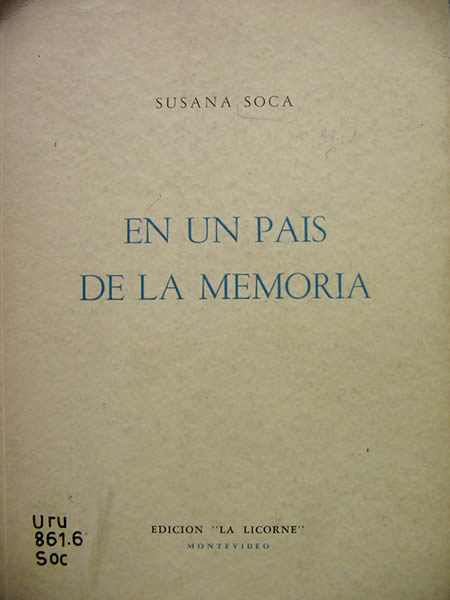
Susana Soca: En un país de la memoria, Titelblatt

- En un país de la memoria (Gedichte). Edicion “La Licorne”, Montevideo 1959
- Noce Cerada. Edicion “La Licorne”, Montevideo 1962
- Oeuvre poétique de Susana Soca. Gedichte, zweisprachig spanisch/französisch. Edition Sables, Pin-Balma 2011, ISBN 2-907530-59-3

Herausgeberschaft
- Cahiers de La Licorne, Nºs 1–3, Paris 1947–1948
- Entregas de La Licorne, Nºs 1–16, Montevideo 1953–1961